# Бойова кінозбірка № 6
«Бойова кінозбірка № 6» (рос. Боевой киносборник № 6) — шостий радянський художній фільм серії з тринадцяти бойових кінозбірок, що вийшли в роки Великої Вітчизняної війни. Кінозбірка вийшла на екрани 24 листопада 1941 року.

## Сюжет

### «Бойова пісня про славу російської зброї»
Екранізація бойової пісні про славу російської зброї ілюструється окремими кадрами з історичних фільмів «Олександр Невський», «Петро I», «Суворов», а також хронікою військових дій.

### «Жінки повітряного флоту»
Документальний оборонний фільм. Про участь англійських жінок в допоміжній службі авіації.

### «Ненависть»
Сюжет за оповіданням Олега Ерберга.

### «Бенкет у Жирмунці»
Стара жінка Параска (Анастасія Зуєва) залишається в селі, окупованому німцями, з тим, щоб помститися їм за всі злодіяння. Для цього вона вигадала такий план: приспати підозри фашистів (коли вони прийдуть до неї за продуктами) і пригостити якомога більше загарбників отруєною їжею. Щоб у ворогів не залишилося ніяких сумнівів в її щирості, вона разом з ними їсть отруєну їжу і разом з ними гине.

## У ролях
- Зоя Федорова — Наташа Матвєєва
- Віра Орлова — провідна зборів
- Сергій Мартінсон — фашистський льотчик («Ненависть»)
- Сергій Маркушев — радянський лейтенант («Ненависть»)
- Олексій Дикий — старий («Ненависть»)
- Анастасія Зуєва — Парасковія («Бенкет у Жирмунці»)
- Павло Герага — Онисим Петрович («Бенкет у Жирмунці»)
- Олександр Румнєв — фельдфебель («Бенкет у Жирмунці»)
- Єлизавета Кузюріна — вихователька в дитячому садку («Бенкет у Жирмунці»)
- Володимир Уральський — Петро («Бенкет у Жирмунці»)
- Олександра Данилова — дружина Петра («Бенкет у Жирмунці»)
- Петро Соболевський — німецький солдат («Бенкет у Жирмунці»)
- Василь Новиков — колгоспник («Бенкет у Жирмунці»)
- Микола Крючков — старший лейтенант-артилерист ("Бойова пісня про славу російської зброї ")
- Марія Сапожникова — баба з дитиною («Бенкет у Жирмунці»)
- Віктор Миронов — епізод («Бенкет у Жирмунці»)

## Знімальна група
- Режисери — Михайло Доллер, Всеволод Пудовкін, Володимир Вайншток, Френсіс Сірл, Володимир Юренєв
- Сценаристи — Леонід Леонов, Микола Шпиковський, Володимир Вайншток, Гарольд Гудвін
- Оператори — Анатолій Головня, Тамара Лобова, Олександр Гальперін, Рой Фогвелл, Жозеф Мартов
- Композитори — Микола Крюков, Вано Мураделі
- Художники — Борис Дубровський-Ешке, Г. Луцький